# Rażenie obalające
Rażenie obalające – uszkodzenie postrzałowe, po którym ofiara w ciągu 30 sekund traci zdolność poruszania się lub strzelania. O broni i amunicji mającej taką zdolność mówi się, że ma określoną moc obalającą. Moc obalająca jest oznaczana w wartościach względnych w tabelach porównawczych. Pojęcie to jest używane zarówno w ocenie amunicji i broni krótkiej, przeznaczonej do walki na odległość kilkunastu metrów (np. w toku działań policyjnych), jak i w odniesieniu do broni długiej – np. w myślistwie.
Rażenie formalne – uszkodzenie postrzałowe, po którym ofiara traci zdolność dalszego prowadzenia walki. Pojęcie używane w ocenie amunicji i broni przy prowadzeniu walki na dużą odległość, rzędu kilkudziesięciu do kilkuset metrów, np. w toku operacji wojskowych z użyciem broni długolufowej.
Skutek trafienia pociskiem (także odłamkiem pocisku) określany jako rażenie formalne lub rażenie obalające zależy od miejsca trafienia i uszkodzonego narządu. Nie są one tożsame ze skutkiem śmiertelnym. Znane są przypadki, kiedy żołnierz trafiony został małym odłamkiem w serce i zdolny był do prowadzenia przed zgonem jeszcze kilkunastominutowej walki (wolno narastająca tamponada serca), a zarazem inne przypadki natychmiastowej utraty przytomności po trafieniu tzw. pociskiem szybkim bez skutku śmiertelnego (pierwotny wstrząs neurogenny pochodzenia odruchowego lub bólowego – nokaut).